# Bandera de Canadá
La bandera de Canadá, también conocida en inglés como «The Maple Leaf» («la hoja de arce») y en francés como «l'Unifolié» («la de una hoja»), oficialmente «bandera nacional de Canadá», es una bandera roja con un cuadrado blanco en su centro, dentro del cual hay una hoja de arce roja estilizada de once puntas. Adoptada el 15 de febrero de 1965, fue la primera bandera nacional oficial de Canadá que reemplazó a la bandera del Reino Unido. El Pabellón Rojo canadiense (en inglés: Red Ensign) había sido usada extraoficialmente desde la década de 1890 y fue aprobada en un decreto de 1945 para usarse en «cualquier lugar u ocasión en que sea deseable izar una insignia canadiense distintiva».
En 1964, el primer ministro canadiense Lester C. Pearson designó a un comité para que tratara el asunto, provocando un serio debate acerca de un cambio de bandera. A pesar de que había tres opciones, se eligió el diseño de la bandera de la hoja de arce, creado por George F. G. Stanley y John Matheson basado en la bandera del Royal Military College. La bandera hizo su primera aparición el 15 de febrero de 1965 y desde entonces ese día se celebra el Día de la Bandera Nacional de Canadá.
Muchas banderas diferentes han sido creadas para uso oficial, por cuerpos gubernamentales y fuerzas militares canadienses. La mayoría de estas banderas contienen el detalle de la hoja de arce de alguna forma, ya sea teniendo la bandera canadiense cargada en el cantón (una de las esquinas del escudo heráldico) o incluyendo hojas de arce en el diseño. La bandera del Reino Unido (o bandera de la Unión) igualmente es una bandera oficial en Canadá, usada como símbolo de la pertenencia del país a la Mancomunidad de Naciones, y de su lealtad a la Corona. La bandera de la Unión forma parte de otras banderas canadienses, incluyendo las banderas provinciales de Columbia Británica, Manitoba y Ontario.

## Diseño
El largo de esta bandera es el doble que el alto. El campo blanco es un palo y cada campo rojo mide exactamente la mitad del palo central. En el centro del cuadro blanco hay una hoja de arce roja. En heráldica, la bandera ha sido blasonada como «de gules en un palo en argén a la hoja de arce del primero». La bandera fue registrada por la Autoridad Heráldica de Canadá el 15 de marzo de 2005.
La hoja de arce es un símbolo de la naturaleza y el entorno presentes en Canadá desde el siglo XVIII. Por su parte, el número de puntas de la hoja no tiene significado alguno. Tanto el número como la disposición de las puntas de la hoja de arce fueron elegidos después de que unas pruebas en túneles de viento mostraran que el diseño actual era el que menos borroso se volvía de todos los diseños probados con fuertes vientos. La imagen de la hoja de arce usada en la bandera fue diseñada por Jacques Saint-Cyr. En 1921, el rey Jorge V proclamó que los colores oficiales de Canadá serían el rojo, de la cruz de San Jorge, y el blanco, del emblema real francés usado desde el reinado de Carlos VII.
El Ministerio de Patrimonio de Canadá ha enlistado las diferentes tonalidades de color para tinta de impresión que deben usarse al reproducir la bandera canadiense. Estas incluyen:
- Rojo FIP: General Printing Ink, núm. 0-712;
- Inmont Canada Ltd., núm. 4T51577;
- Monarch Inks, núm. 62539/0
- Rieger Inks, núm. 25564
- Sinclair and Valentine, núm. RL163929/0.

Los colores (0, 100, 100, 0) en el proceso CMYK, PMS032 (rojo bandera 100%), o PMS485 (usado para pantallas) en el listado de colores de Pantone pueden ser usados cuando se reproduce a la bandera. En 1984 se aprobó la Ley de Estándares de Manufactura de la Bandera Nacional de Canadá para unificar los estándares de uso de la bandera tanto en interiores como en exteriores.

## Historia

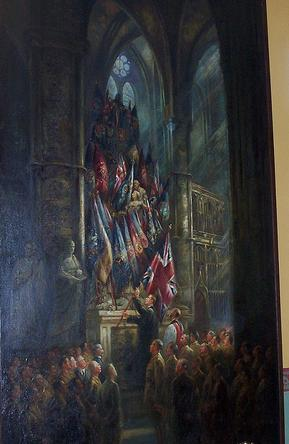
Izada de la bandera nacional canadiense en el mausoleo de James Wolfe en la abadía de Westminster por Emily Warren y expuesto en el Currie Hall del Royal Military College.

Propuesta del comité de 1946.

La primera bandera que ondeó en Canadá fue la cruz de San Jorge, que John Cabot llevaba cuando llegó a Terranova en 1497. En 1534, Jacques Cartier colocó en la península Gaspesia una cruz con el escudo de armas francés con la flor de lis. La Nueva Francia continuó usando las banderas militares francesas, en constante evolución durante ese periodo.
La Royal Union Flag se usó en Canadá desde el establecimiento británico en Nueva Escocia en 1621. Desde la cesión de Nueva Francia al Reino Unido a principios de los años 1760, la Royal Union Flag, llamada también Union Jack en el Reino Unido, fue usada como la bandera nacional de jure, como en el Reino Unido, hasta la adopción de la bandera contemporánea en 1965.
Poco después de la creación de la Confederación Canadiense en 1867, surgió la necesidad de tener banderas canadienses distintivas. La primera bandera canadiense fue la bandera del gobernador general de Canadá, una Royal Union Flag con un escudo en el centro presentando los escudos de Ontario, Quebec, Nueva Escocia y Nuevo Brunswick en sus cuarteles rodeado de una corona de hojas de arce. En 1870 la Enseña Roja (en inglés Red Ensign), con la adición del escudo canadiense compuesto, comenzó a ser usada extraoficialmente en tierra y mar, y fue conocida como la Enseña Roja Canadiense. Al unirse nuevas provincias a la Confederación, sus escudos fueron añadidos al escudo compuesto. En 1892, el Almirantazgo Británico aprobó el uso de la Enseña Roja por parte de Canadá en el mar. El escudo compuesto fue reemplazado con el escudo de Canadá tras proclamar en 1921 y, en 1924, un decreto que aprobaba su uso en edificios gubernamentales canadienses en el extranjero. En 1925, el primer ministro William Lyon Mackenzie King creó un comité para diseñar una bandera que fuera usada en su propio territorio, pero este se disolvió antes de que pudiera entregar su informe final. A pesar del fracaso del comité para solucionar el asunto, había una opinión general en los años 1920 a favor de resolver el problema de la bandera de Canadá.
Durante la Segunda Guerra Mundial, la Enseña Roja fue la bandera nacional que las tropas canadienses llevaron al campo de batalla. La Enseña Roja canadiense dentro y fuera de Canadá era la bandera del país. El 8 de noviembre de 1945 se designó un comité conjunto del Senado y de la Cámara de los Comunes para proponer una bandera nacional que fuera adoptada oficialmente. El 9 de mayo de 1946, se enviaron 2695 diseños y el comité redactó un informe que indicaba que «la bandera nacional de Canadá debería ser la enseña roja canadiense con una hoja de arce en colores dorados otoñales bordeada por un contorno blanco». No obstante, la Asamblea Legislativa de Quebec pidió al comité que no incluyera ningún «símbolo extranjero», como la bandera del Reino Unido. Por su parte, el primer ministro Mackenzie King rechazó las indicaciones del comité y siguió utilizando la Enseña Roja canadiense.
No obstante, en la década de 1960, el debate por una bandera canadiense oficial se intensificó y se convirtió en un tema controvertido. En 1963 el gobierno minoritario liberal de Lester B. Pearson decidió adoptar una bandera canadiense oficial mediante un debate parlamentario. El principal proponente político del cambio fue el propio primer ministro Lester Pearson, que había sido un negociador importante durante la crisis del canal de Suez de 1956, por la cual le fue otorgado el Premio Nobel de la Paz. Durante la crisis, el gobierno egipcio rechazó las fuerzas de paz canadienses, con el argumento de que la bandera canadiense (la Enseña Roja) contenía el mismo símbolo (la Royal Union Flag) usado como bandera por el Reino Unido, uno de los beligerantes. El objetivo de Pearson era que la bandera canadiense fuera distintiva y canadiense sin lugar a dudas. El principal detractor para cambiar la bandera era el líder de la oposición y antiguo primer ministro, John Diefenbaker, quien llegó a convertir el asunto en una cruzada personal.
Pearson era el líder de un gobierno minoritario y se arriesgaba a perder el poder debido a la cuestión de la bandera; sin embargo, sabía que la Enseña Roja con la Union Jack era impopular en Quebec, un bastión liberal. Sin embargo, la parte anglosajona de Canadá la prefería. El 27 de mayo de 1964, el gobierno de Pearson presentó una moción al Parlamento para la adopción de su diseño favorito: una bandera con bordes azules y tres hojas de arce rojas de una misma rama en un campo blanco. Esta moción condujo a semanas de intensos debates en el Parlamento, y el diseño llegó a ser conocido como el «Banderín de Pearson». Diefenbaker pidió que se celebrara un referéndum acerca de la cuestión de la bandera, pero Pearson en cambio formó un comité parlamentario con quince miembros para que seleccionara un nuevo diseño. 
Después de un periodo de estudio, el comité eligió el diseño actual, que fue creado por George F.G. Stanley e inspirado por la bandera del Royal Military College en Kingston, Ontario. El comité aprobó el diseño por unanimidad el 29 de octubre de 1964, y más tarde ganó por mayoría en la Casa de los Comunes el 15 de diciembre del mismo año. El Senado aprobó su adopción dos días más tarde.
La reina Isabel II proclamó la nueva bandera el 28 de enero de 1965. El diseño se presentó el 15 de febrero de 1965 en una ceremonia oficial celebrada en la colina del Parlamento en Ottawa en presencia del gobernador general Georges P. Vanier, el primer ministro, los miembros de su gabinente y los parlamentarios canadienses. La Enseña Roja, junto con el escudo de armas, fue arriada al mediodía, y la nueva bandera de la hoja de arce fue izada. La multitud cantó el himno nacional, «O Canada», seguido del himno real, «God Save the Queen». Maurice Bourget, presidente del Senado, dijo que «la bandera es el símbolo de la unidad de la nación, ya que, sin duda, representa a todos los ciudadanos de Canadá sin distinción de raza, lenguaje, credo u opinión». Para las celebraciones del centenario de la nación en 1967, el gobierno canadiense usó el escudo de armas canadiense (cuyo escudo era usado en la Enseña Roja) sobre una bandera roja.

Bandera de Francia en los tiempos de Jacques Cartier (1534-1599)
Bandera utilizada por Champlain y otros marineros franceses (1600-1663)
Bandera de Nueva Francia (1663-1763)
Bandera del Reino de Gran Bretaña (1763-1800)
Bandera del Reino Unido de Gran Bretaña e Irlanda desde 1801.
Bandera utilizada de 1868 a 1921
Bandera utilizada de 1921 a 1957
Versión de 1957 de la Canadian Red Ensign utilizada como bandera nacional hasta 1965.
Primera bandera propuesta por el parlamento apodada «banderín de Pearson».
Bandera del Royal Military College en la George Stanley se inspiró para crear la bandera actual.
Primera versión, propuesta en 1964.

## Otras banderas

Estandarte real de Canadá

Como símbolo de pertenencia de la nación a la Mancomunidad de Naciones, la Union Flag sigue siendo una bandera oficial de Canadá y se usa en determinadas ocasiones. Las leyes federales exigen que esta bandera se ice a los lados de la «Hoja de Arce», sobre un mástil separado siempre que sea posible, el día de la Mancomunidad —el segundo lunes de marzo—, el día de la Fiesta de la reina —el lunes anterior al 25 de mayo, en conmemoración del cumpleaños de la reina Victoria del Reino Unido— y el día del aniversario del Estatuto de Westminster —11 de diciembre—. La Union Flag puede ser izada también en el monumento conmemorativo de las guerras de Canadá así como en aquellos lugares que dedicados al compromiso de las fuerzas canadienses en el seno de la Mancomunidad durante los periodos de guerra. La «Unifolié» siempre se coloca antes que la Union Flag y esta segunda ocupa siempre el lugar de honor. Además, la Union Flag forma parte de las banderas de Ontario y de Manitoba donde ocupa la esquina superior izquierda. Asimismo, una versión modificada de esta está presente en las banderas de Columbia Británica y de Terranova y Labrador. Muchos vicegobernadores de Canadá han utilizada a menudo una versión modificada de la Union Flag como bandera personal, pero únicamente el vicegobernador de Nueva Escocia la utiliza a día de hoy. Asimismo, la Union Flag y la Canadian Red Ensign aún son utilizadas por grupos de veteranos y por aquellos que destacan la importancia de la herencia británica en Canadá y su pertenencia a la Mancomunidad.
La Red Ensign se usa a veces, incluso como bandera oficial, en algunas ceremonias. Fue utilizada, por ejemplo, en las conmemoraciones de la batalla de Vimy en 2007. Esta decisión recibió las críticas de aquellos que consideraban que no debería tener el mismo estatus que la bandera canadiense y las loas de aquellos que consideraban que era importante mantener los lazos del pasado de Canadá.

### Bandera de la dualidad canadiense

Bandera de la dualidad canadiense (no oficial).

La bandera de la dualidad canadiense es una bandera no oficial que se creó para demostrar la unidad de Canadá durante la campaña del «no» en el referéndum de independencia de Quebec de 1995. El diseño se eligió para representar a la población francófona en la bandera canadiense añadiéndole dos bandas azules de tamaño proporcional a la población francocanadiense. Asimismo, se escogió el color azul pues se trata del color dominante en la bandera de Quebec. En esta provincia, la bandera (una cruz blanca sobre un fondo azul con cuatro flores de lis) está considerada a menudo una manera nacional junto con la «Unifolié» al igual de la bandera de Acadia en las provincias marítimas.

### Bandera de las Fuerzas Canadienses
Las banderas de las Fuerzas Canadienses también usan la bandera nacional en sus cantones siguiendo el modelo de los países perteneciente al Imperio británico con la Union Jack. El uso de estas banderas se complementa con el uso de su propia bandera o de la nacional, que pueden utilizar como «símbolo».

## Protocolo

Fases del doblado de la bandera.

Oficialmente, no existe ninguna ley que regule el buen uso de la bandera canadiense. Sin embargo, el Ministerio del Patrimonio ha publicado una guía sobre cómo colocar la bandera sola y en relación con otras banderas. Esta guía específica el orden de preferencia en el que se ha de poner la bandera y dónde se puede utilizar y de qué forma para honrarla. El propio Ministerio publica las indicaciones tituladas «El protocolo de la bandera en Canadá» —L'étiquette du drapeau au Canada— tanto como libros como por Internet cuya última versión data de abril de 2003. La bandera puede desplegarse bajo cualquier circunstancia en los edificios gubernamentales de Canadá, en los aeropuertos, las bases militares y las misiones diplomáticas e incluso por los ciudadanos sin restricciones. Asimismo, debe contar con su propio mástil y no debe estar situada por debajo de otras excepto, y en orden descendente, la bandera canadiense del rey, la bandera del vicegobernador general de Canadá, todos los estandartes de los miembros de la familia real canadiense o las banderas de los vicegobernadores de Canadá.
La bandera canadiense ondea a media asta en los periodos de luto posteriores a la muerte del soberano o del primer ministro de Canadá. Existe un protocolo oficial para doblar la bandera en las ceremonias oficiales. En primer lugar, se dobla en cuatro a lo largo y después en ocho a lo ancho. Estas directrices no se aplican fuera de las ceremonias oficiales donde la bandera se dobla simplemente.

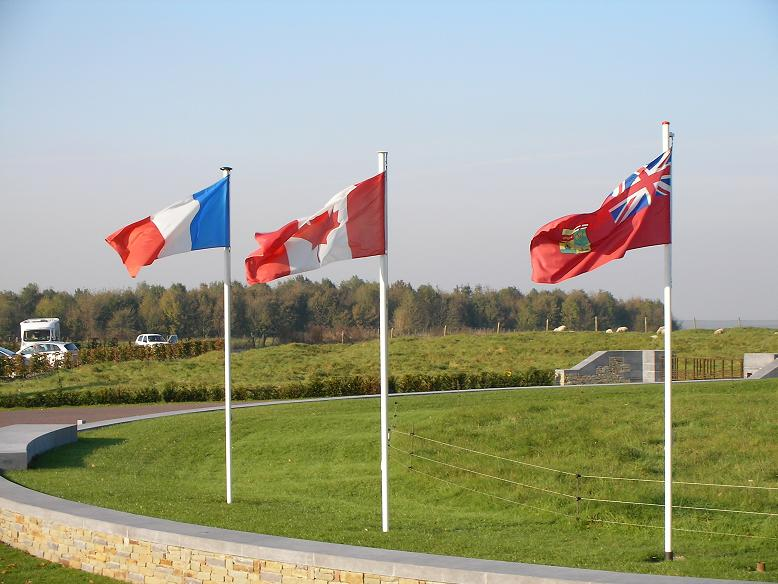
La bandera canadiense en el centro a los lados de la bandera de Francia (a la izquierda) y de la Red Ensign canadiense (a la derecha) en el memorial de Vimy.
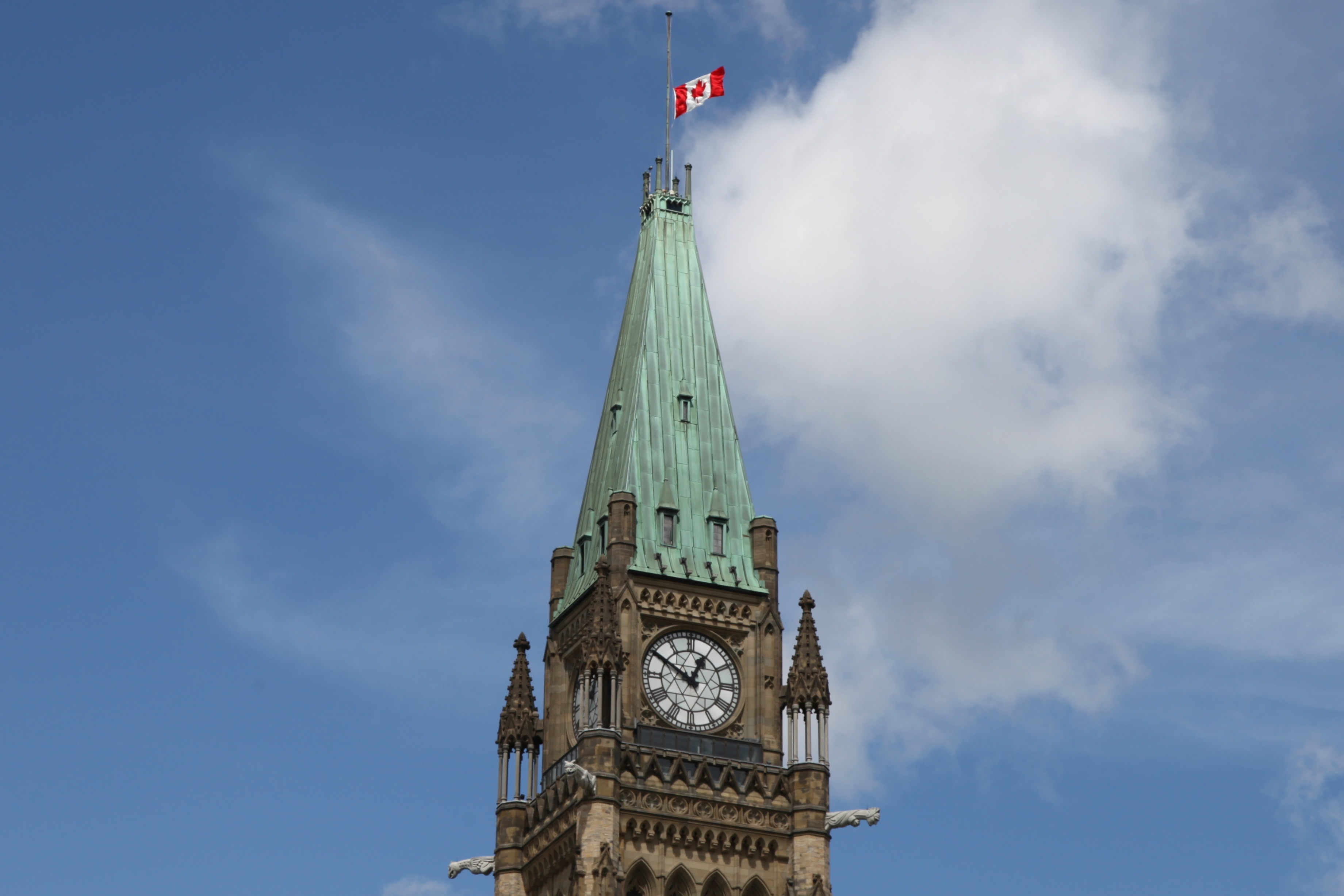
Bandera en la Torre de la Paz a media asta, en memoria del diputado Jack Layton el 22 de agosto de 2011.

## Promoción de la bandera

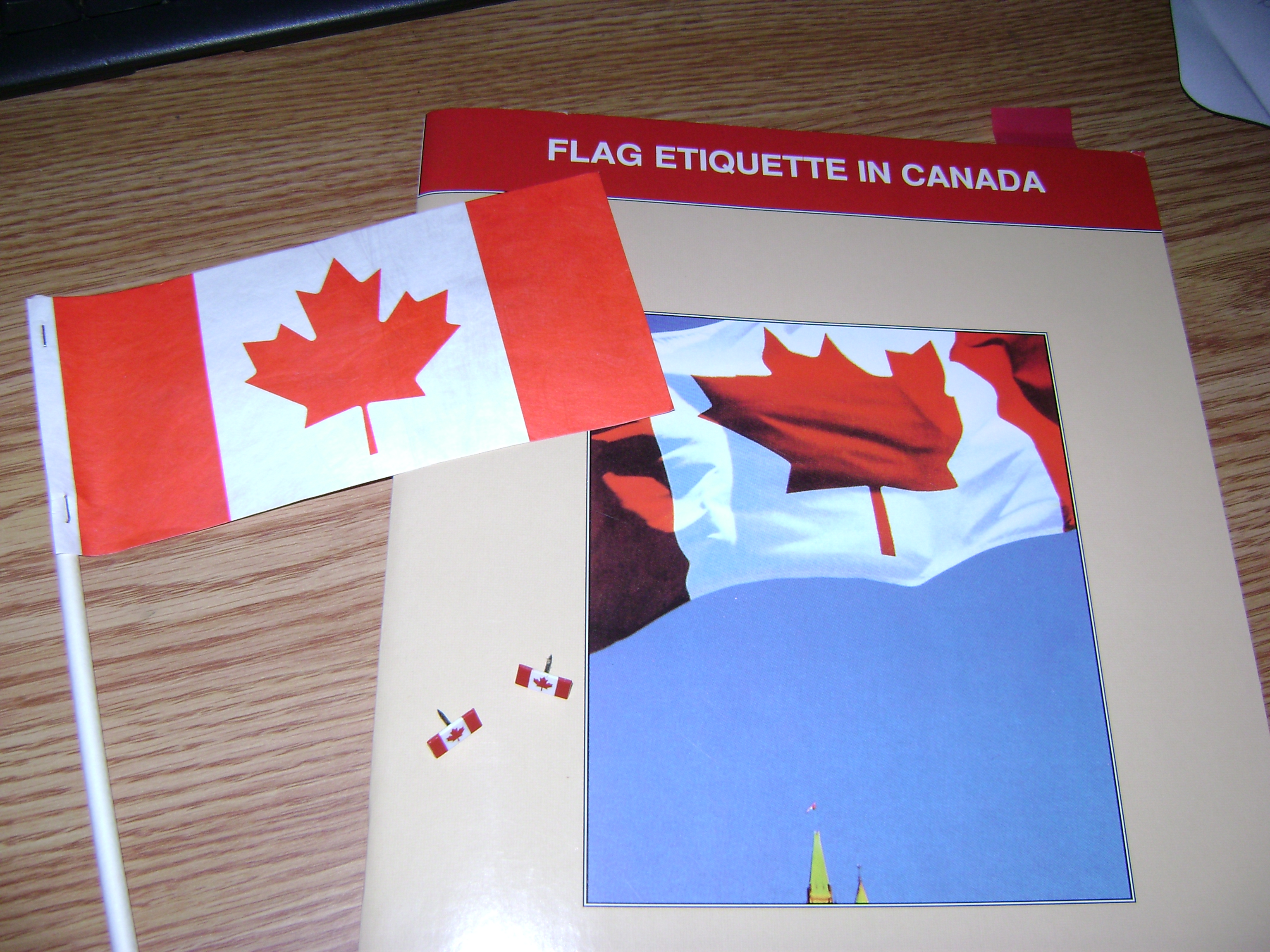
Algunos elementos del Programa de banderas para los parlamentarios.

Tras la adopción de la bandera canadiense en 1965, el gobierno canadiense ha promovido diversos programas como el «Programa de banderas para los parlamentarios» del Ministerio de Patrimonio de Canadá y el programa financiado por el Ministerio de Obras Públicas. Estos han aumentado la visibilidad de la bandera y la idea de que forma parte íntegra de la identidad nacional. Para acrecentar la popularidad de la nueva bandera, el Gobierno puso en marcha el programa de banderas para parlamentarios en diciembre de 1972. Este programa permitía a los miembros de la Cámara de los Comunes que regalaran banderas y broches con los colores de la bandera nacional a sus electores y aún hoy sigue existiendo. El Ministerio de Obras Públicas coloca las banderas en la Torre de la Paz y sobre los edificios al este y al oeste de la colina del Parlamento y estas puede ser obtenidas gratuitamente. Sin embargo la lista de espera es de 23 años para los edificios y de 35 para la de la Torre de la Paz.
Desde 1996, el 15 de febrero es el Día de la Bandera Nacional de Canadá. En 1996, la ministra de Patrimonio canadiense Sheila Copps distribuyó un millón de banderas para celebrar el día de la bandera de 1997. Este programa fue muy criticado porque costó quince millones de dólares y porque el objetivo de promover la unidad de Canadá tras el referéndum de independencia de Quebec de 1995 no se consiguió: solo el 12% de las banderas fueron a parar a manos quebequesas.